# Nelson Appleton Miles

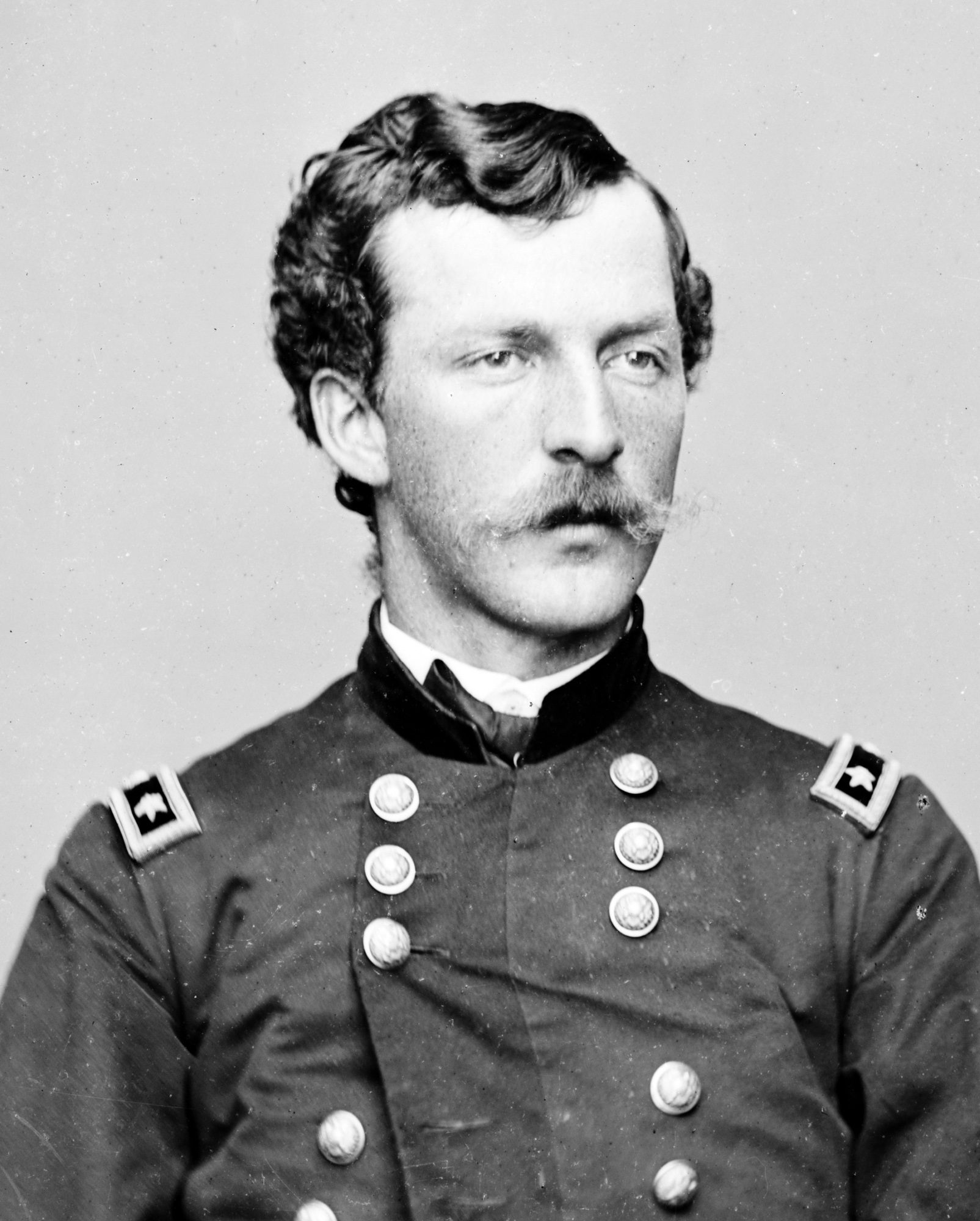
Nelson Appleton Miles als junger Offizier, erste Hälfte der 1860er Jahre

Nelson Appleton Miles (* 8. August 1839 bei Westminster, Massachusetts; † 15. Mai 1925 im District of Columbia) war ein amerikanischer Offizier und Kommandeur der United States Army.

## Biografie

### Jugend
Miles war das jüngste Kind von Daniel und Mary (Curtis) Miles. Nach seiner Schulzeit in Westminster ging er nach Boston, wo er als Verkäufer in einem Geschäft für Töpferwaren arbeitete.

### Bürgerkrieg
Durch Selbststudium und Training mit einem französischen Veteranen bereitete er sich 1861 für den Kampf im Amerikanischen Bürgerkrieg vor, den er mit dem Dienstgrad eines 1st Lieutenant des 22. Massachusetts-Freiwilligenregiments betrat. Seine Feuertaufe hatte er während der Schlacht von Seven Pines am 31. Mai 1862, als er im Stab von General Howard diente. Nach dieser Schlacht wurde er mit Rang vom 31. Mai 1862 zum Lieutenant Colonel der 61. New Yorker Freiwilligeninfanterie befördert und übernahm schließlich mitten in der Schlacht von Antietam das Kommando über das Regiment, nachdem der kommandierende Oberst verwundet worden war. Er führte es in die blutigen Schlachten von Fredericksburg und Chancellorsville, wo er jeweils verwundet wurde. Für seine Tapferkeit bei Chancellorsville wurde ihm später die Medal of Honor verliehen.
In der Folgezeit erhielt er das Kommando über die erste Brigade der ersten Division des II. Korps der Potomac-Armee und wurde schließlich mit Patent vom 12. Mai 1864 zum Brigadegeneral der Freiwilligen befördert. Als solcher kommandierte er die erste Division des II. Korps schließlich in den letzten Gefechten des Krieges während der Appomattoxkampagne. Am 21. Oktober 1865 wurde er zum Generalmajor des Freiwilligenheeres ernannt. Zeitweilig befehligte er das II. Korps. Ebenfalls bekannt wurde er als Kommandant von Fort Monroe, Virginia, wo der ehemalige Präsident der Konföderation, Jefferson Davis, interniert war.

### Indianerkriege

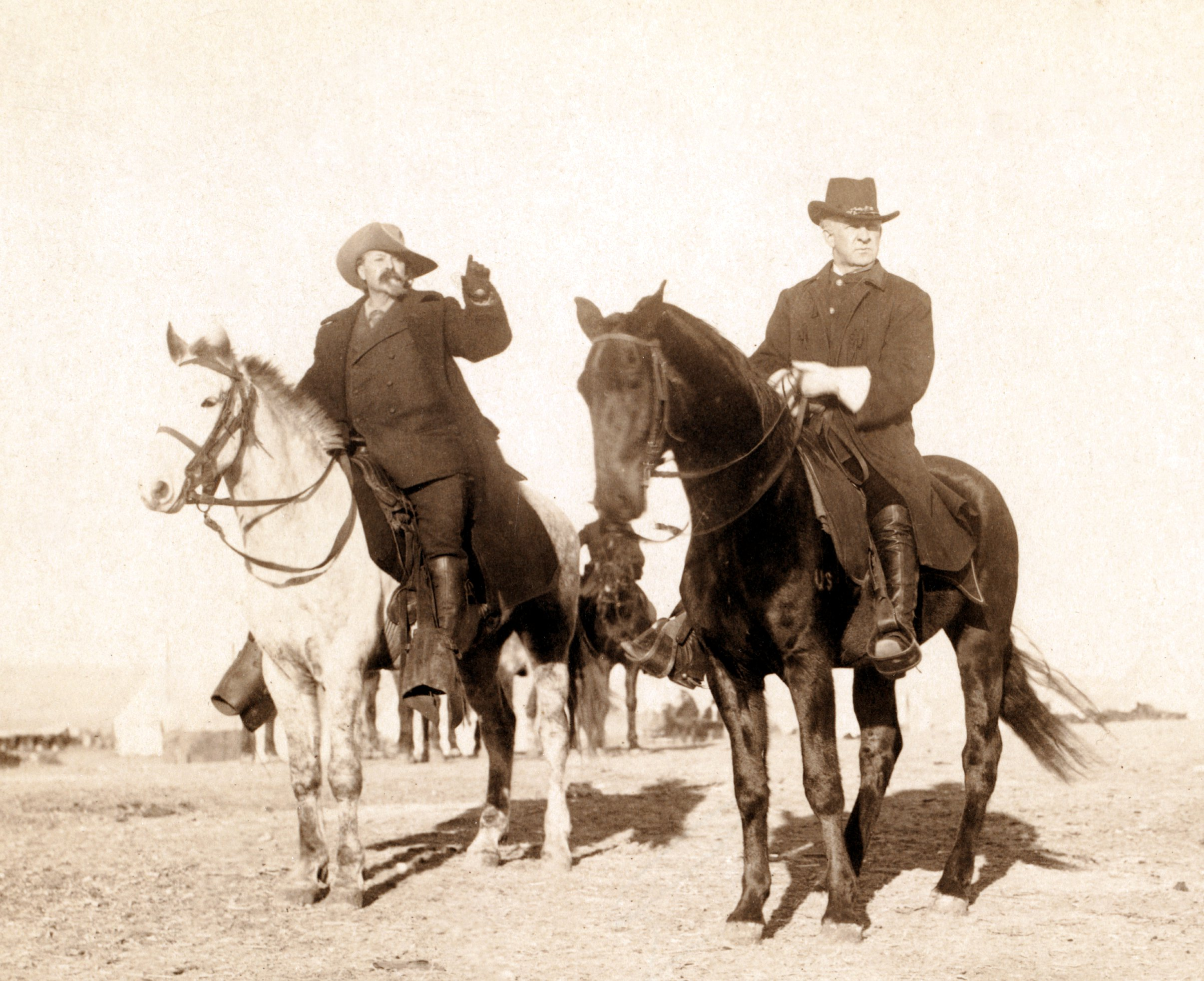
Nelson Appleton Miles (rechts) mit „Buffalo Bill“ bei der Inspektion eines Indianerlagers in der Pine Ridge Reservation (Ausschnitt einer Fotografie von John C. H. Grabill, 1891)

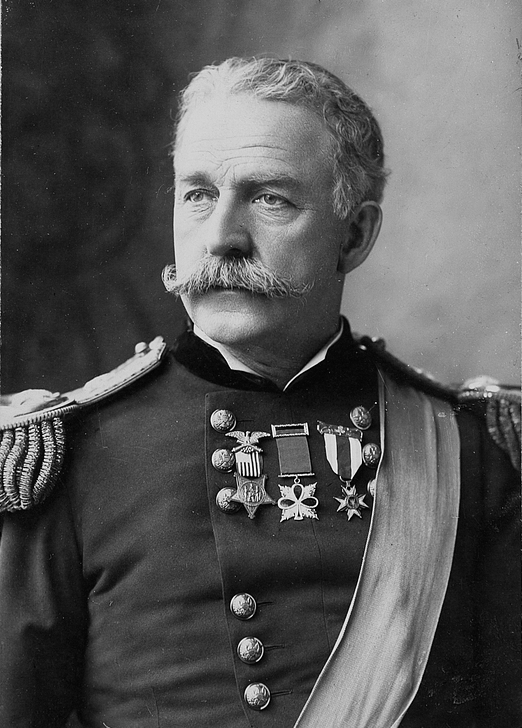
Nelson Miles (1898)

Im Juli 1866 wurde er zum Oberst des regulären Heeres befördert und zunächst nach Fort Raleigh, North Carolina, zum Freedmen’s Bureau abkommandiert. Am 30. Juni 1868 heiratete er Mary Hoyt Sherman, die Nichte von General William Tecumseh Sherman. Aus dieser Ehe gingen zwei Kinder hervor. 1869 wurde Miles Kommandeur des 5. US-Infanterieregiments in Fort Hays, Kansas. 1874/75, im Red-River-Krieg, führte Miles ein Kommando aus Infanterie und Kavallerie gegen Indianer auf den südlichen Plains. Nach George Custers Niederlage am Little Bighorn ging Miles nach Montana, um die Sioux zu bekämpfen und zur Kapitulation zu zwingen. Seine Truppen besiegten die Indianer im Oktober 1876 am Bad Route Creek und im Dezember im Quellgebiet des Red Water River. Am 8. Januar 1877 besiegte er Crazy Horse und sein Gefolge bei den Wolf Mountains und die Minneconjous am Little Muddy Creek am 7. Mai desselben Jahres. Schließlich hinderte er im Oktober 1877 Chief Joseph und die Nez Percé, nach Kanada zu entkommen und stellte sie in den Bear Paw Mountains (siehe Nez-Percé-Krieg).

Am 15. Dezember 1880 wurde er zum Brigadegeneral der regulären Armee befördert und kommandierte den Wehrbereich Columbia, später den Wehrbereich Missouri bis 1886, als er Nachfolger von General George Crook als Kommandeur des Wehrbereichs Arizona wurde, wo er im September desselben Jahres den Apachenführer Geronimo zur Aufgabe zwingen konnte.

### Weitere Aufgaben
1888 bis 1890 kommandierte Miles das Territorialkommando Pazifik (Military Division of the Pacific) und wurde schließlich am 5. April 1890 zum Generalmajor und Befehlshaber des Territorialkommandos (später Wehrbereich) Missouri befördert. Vier Jahre später erhielt er den Befehl über den Wehrbereich Ost, und 1895 wurde er sogar Oberkommandierender des amerikanischen Heeres. Im Krieg gegen Spanien führte er persönlich 1898 eine militärische Expedition gegen Puerto Rico, und am 6. Juni 1900 wurde er zum Generalleutnant befördert. An seinem 64. Geburtstag trat er in den Ruhestand und widmete sich dem Schreiben seiner Memoiren. Im Frühjahr 1925 erlitt Miles bei einem Zirkusbesuch einen tödlichen Herzinfarkt. Er wurde auf dem Nationalfriedhof Arlington in einem Mausoleum beigesetzt.

## Ehrungen
- Medal of Honor
- Civil War Campaign Medal
- Indian Campaign Medal
- Spanish Campaign Medal
- Army of Puerto Rican Occupation Medal
- In der Historischen Rangordnung der höchsten Offiziere der Vereinigten Staaten wird er auf dem hohen 12. Rang geführt.